# Elena Ceampelea
Elena Ceampelea (Lixandru) (Ploiești, Románia, 1947. február 3. –) román szertornász, edző, nemzetközi tornabíró.
A Nemzetközi Torna Szövetség felvette a Világszínvonalú tornászok listájára.

## Életpályája
Előbb a Ploiești-i Petrolul klubnak, ahol edzője Leana Sima volt, majd a bukaresti Dinamonak volt tagja. 1964 és 1974 között volt a román válogatott tagja, edzői itt Emilia Vătășoiu-Liță, Nicolae Covaci, Atanasia Albu, Caius Jianu és Maria Simionescu voltak.

### Juniorként
Több országos junior bajnoki címet is szerzett.

### Felnőttként

#### Országos eredmények
Az 1965–1973 közötti időszakban, az 1968-as év kivételével minden évben és minden szeren nyert legalább egy országos bajnoki címet, összesen tizenkilencet. Ebből ötöt egyéni összetettben, illetve felemás korláton, négyet gerendán, illetve talajon és egyet ugrásban.
1972-ben harmadik helyezett volt a Román Tornatrófea versenyen.

#### Nemzetközi eredmények
1966–1974 között tizenöt alkalommal nyerte el Románia Nemzetközi Bajnokságain a bajnoki címet: 1966-ban egyéni összetettben és talajon, 1967-ben egyéni összetettben, gerendán, felemás korláton és ugrásban, 1968-ban egyéni összetettben és gerendán, 1970-ben talajon és felemás korláton, 1972-ben egyéni összetettben, gerendán, talajon és ugrásban és végül 1974-ben gerendán.
1966-ban a Német Demokratikus Köztársaság–Románia kétoldalú találkozón első, 1967-ben pedig negyedik volt egyéni összetettben.
1969-ben az Szovjetunió–Német Demokratikus Köztársaság–Románia találkozón harmadik volt talajon, illetve hatodik gerendán és felemás korláton.
Első helyezett volt az 1971-es Románia–Amerikai Egyesült Államok és az 1972-es Hollandia–Románia találkozón is.
Második volt az 1972-es Magyarország–Románia, illetve az 1973-as Amerikai Egyesült Államok–Románia találkozókon.
Pályafutása során összesen huszonötször nyerte el a Balkán-bajnoki címet.

##### Európa-bajnokság
Európa-bajnokságon három alkalommal szerepelt.
Először 1965-ben Szófiában, ahol gerendán ötödik, egyéni összetettben pedig tizenhatodik helyet ért el.
Másodszor 1967-ben Amszterdamban, ahol talajon hatodik, egyéni összetettben pedig tizenhetedik volt.
Utolsó részvételén 1971-ben Minszkben érte el legjobb Európa-bajnoki eredményét, egy negyedik helyezést ugrásban, egyéni összetettben is ekkor volt a legjobb, azaz tizennegyedik.

##### Világbajnokság
Világbajnokságon is háromszor vett részt, érmet azonban nem sikerült szereznie, a legjobb eredménye egy negyedik helyezés volt a csapattal 1974-ben Várnában.
Első részvételén 1966-ban Dortmundban huszonnyolcadik helyezett volt egyéni összetettben. Következő alkalommal, 1970-ben Ljubljanában már ötödik volt a csapattal (Paula Ioan, Elisabeta Turcu, Alina Goreac, Olga Ștefan, Rodica Apăteanu) és tizenhetedik egyéni összetettben. Harmadszor, 1974-ben Várnában negyedik helyet sikerült szerezni a csapattal (Alina Goreac, Anca Grigoraș, Aurelia Dobre, Rodica Sabău, Paula Ioan), illetve huszonkilencediket egyéni összetettben.

##### Olimpiai játékok
Karrierje során az olimpiai játékok két kiadásán vett részt.
Először az 1964. évi nyári olimpiai játékokon Tokióban, ahol a csapattal (Elena Leușteanu, Emilia Vătășoiu-Liță, Sonia Iovan, Atanasia Ionescu, Cristina Dobosan) hatodik, egyéni összetettben a harminchetedik helyet sikerült elérni.
Másodszor az 1972. évi nyári olimpiai játékokon Münchenben ismételten a hatodik helyet szerezte meg a csapattal (Alina Goreac, Anca Grigoraș, Elisabeta Turcu, Paula Ioan, Marcela Păunescu), valamint huszonkettedik lett egyéni összetettben.

### Visszavonulása után
1974-ben, huszonhét éves korában vonult vissza, ezután edzőként és tornabíróként tevékenykedett.
1975 és 1991 között a bukaresti Triumf sportklub edzője volt.
1987-től a román junior válogatott edzőjeként elért eredményei közül említésre érdemes, hogy tanítványai kilencven országos bajnoki címet szereztek és tízen közülük bekerültek a felnőtt válogatottba is.
1991-től 2015. június 18-i visszavonulásáig a bukaresti Steaua sportklub edzőjeként, kollégáival (pl. Eliza Stoica, Gheorghe Neagu és a koreográfus Mariana Ristea) együtt több országos és nemzetközi bajnoki címet szerző tornászt készítettek fel. Így tanítványai voltak Loredana Boboc, Claudia Presăcan, Alexandra Eremia, Silvia Stroescu, Sandra Izbașa, Carmen Ionescu és Floarea Leonida.
1985-től 2003-ig nemzetközi tornabíróként tevékenykedett.
2001–2005 között tagja volt a Román Torna Szövetség végrehajtó bizottságának.

## Díjak, kitüntetések
A Nemzetközi Torna Szövetség felvette a Világszínvonalú tornászok listájára.
Megkapta a Sport Mestere címet.
A Román Torna Szövetség 1974-ben beválasztotta az év tíz legjobb női sportolója közé.
Edzőként 1996-ban a Kiváló Edző címmel 2004-ben pedig a Sport Érdemrend II. osztályával tüntették ki.